# Медаль Невады
Медаль Невады (англ. Nevada Medal) — высшая научная награда штата Невада (США). Присуждается Пустынным научно-исследовательским институтом. Вручается за выдающиеся достижения в науке или инженерном деле. Награждение проводится с 1988 года. Лауреат обязан прочесть лекцию. Награда состоит из серебряной медали и призового фонда. Призовой фонд составляет 20 тысяч долларов и предоставлен AT&T.

## Лауреаты
Медалью награждены:
- 1988  Вернер Суоми[англ.]
- 1989 Dwight Billings[англ.]
- 1990   Джеймс Ван Аллен
- 1991    Бенуа Мандельброт
- 1992    Карл Джерасси
- 1993 Маргарет Брайан Дэвис
- 1994    Джон Бакал
- 1995 Charles Elachi[англ.]
- 1996 Hector F. DeLuca[англ.]
- 1997 Шервуд Роуланд
- 1998  Линн Маргулис
- 1999    Уоллес Броекер
- 2000 Харольд Муни
- 2001 Джон Сайнфелд
- 2002 M. Gordon Wolman[англ.]
- 2003 Charles R. Goldman[нем.]
- 2004 Fakhri A. Bazzaz[англ.]
- 2005 Фарук Эль-Баз
- 2006 Donald Grayson
- 2007 Уолтер Альварес
- 2008  Сьюзан Линдквист
- 2009 Джеймс Хансен
- 2010  Френсис Коллинз
- 2011 Роберт Баллард
- 2012 Стивен Скваерс
- 2013  Нина Всеволодовна Фёдорова
- 2014 Albert Yu-Min Lin[англ.]
- 2015 Christopher McKay[англ.]
- 2016 Missy Cummings[англ.]
- 2017 Марша Макнатт
- 2021 Салливан, Кэтрин[4]